# Републикански път III-8631
Републикански път IIІ-8631 е третокласен път, част от Републиканската пътна мрежа на България, преминаващ изцяло по територията на Смолянска област, Община Смолян. Дължината му е 6 km.
Пътят се отклонява наляво при 6 km на Републикански път III-863 северно от село Момчиловци и се насочва на север, нагоре по южния склон на Переликско-Преспанския дял на Западните Родопи. След 6 km се изкачва на билото на хребета и в местността Момина вода се свързва с Републикански път III-861 при неговия 35,7 km.